# Matyáš Páleníček
Matyáš Páleníček (* 1. října 2003 Kladno) je český umělecký fotograf, věnující se uměle vytvořeným scenériím.

## Život
Absolvoval Střední školu pro umění a reklamu Michael a následně začal studovat na Institutu tvůrčí fotografie na opavské Filozoficko-přírodovědecké fakultě. V roce 2022 získal cenu Young Award na festivalu Prague Photo, na základě čehož měl samostatnou výstavu na Prague Photo 2023. Roku 2024 získal cenu Osobnost české fotografie 2023 v kategorii do 30 let.

## Výstavy
- 2021
  - Prague Photo, náměstí Republiky, Praha, Česká republika[2]
- 2022
  - Prague Photo, Hrzánský palác, Praha, Česká republika[3]
  - Kavárna Coffee Cake, Praha, Česká republika
- 2023
  - Magie Místa APF, Galerie G1, Praha, Česká republika
  - Magie Místa APF, galerie G4, Cheb, Česká republika[4]
  - Prague Photo, Clam-Gallasův palác, Praha, Česká republika
- 2024
  - Deja Vu, The Citadel, Dover, UK[5]
  - Klid v Chaosu, The Brick Lane Gallery, Londýn, UK[6]
  - Neohraničený, Florence Contemporary Gallery, Online, Itálie[7]
  - Surrealismus, The Chateau Gallery, Online, U.S.A.
  - Matyáš Páleníček, Tvůrčí dům Elišky Peškové, Praha, Česká republika[8]

## Ocenění
- Prague Photo 2022 – Young Award
- Osobnost české fotografie 2023 – do 30 let